# Petre Dicu
Petre Dicu (ur. 27 maja 1954 w Gostavățu) – rumuński zapaśnik walczący w stylu klasycznym. Dwukrotny olimpijczyk. Brązowy medalista z Moskwy 1980 i odpadł w eliminacjach turnieju w Montrealu 1976. Startował w kategorii 90 kg.
Do jego osiągnięć należy także tytuł wicemistrza świata w 1977 i piąte miejsce w 1978. Ma w swoim dorobku również dwa brązowe medale mistrzostw Europy, w 1978 i 1979. Trzeci na Uniwersjadzie w 1977 roku.
- Turniej w Montrealu 1976 – styl wolny

Przegrał z Istvanem Séllyei z Węgier i Walerijem Riezancewem z ZSRR i odpadł z turnieju.
- Turniej w Moskwie 1980

Pokonał Austriaka Franza Pitschmanna, Stojana Nikołowa z Bułgarii, Thomasa Horschela z NRD i Szweda Franka Anderssona. Przegrał z Igorem Kanyginem z ZSRR i Norbertem Növényim z Węgier.